# Astragalus camptoceras
Astragalus camptoceras är en ärtväxtart som beskrevs av Aleksandr Andrejevitj Bunge. Astragalus camptoceras ingår i släktet vedlar, och familjen ärtväxter. Inga underarter finns listade i Catalogue of Life.